# Попово (станция)
Попо́во (фин. Kaislahti) — бывшая узловая железнодорожная станция, а в настоящее время (2019 год) — остановочный пункт Октябрьской железной дороги на 150,895 км перегона Советский — Матросово линии Зеленогорск — Приморск — Выборг.
При остановочном пункте расположен посёлок Выборгского района Ленинградской области.

## Описание
В настоящее время (2019 год), в связи с открытием новой станции Матросово, станция Попово превращена в остановочный пункт с двумя главными путями: первый путь идёт от Матросово в сторону станции Советский, а второй — на станцию Пихтовая и далее на Высоцк. Однако эксплуатируется пока только второй путь. Поезда, идущие в сторону станции Советский, следуют через путевой съезд, расположенный непосредственно перед поворотом на Высоцк (южнее платформы Попово60°34′52″ с. ш. 28°42′46″ в. д.).

При строительстве вторых путей севернее бывшей станции железная дорога проходила по финскому гранитному путепроводу над автодорогой на Высоцк (бывшая 41К-098) (вид на запад:  Архивная копия от 10 декабря 2019 на Wayback Machine, вид на восток:  Архивная копия от 10 декабря 2019 на Wayback Machine). Путепровод был негабаритный, что затрудняло движение через него большегрузных автомобилей. В ходе строительства вторых путей этот путепровод был ликвидирован. Автомобильная дорога на Высоцк теперь начинается около переезда близ платформы Матросово.
Сейчас (декабрь 2019 год) остановочный пункт находится в состоянии реконструкции: отстроены новые посадочные платформы, которые расположены  на расстоянии, большем, чем это положено, от крайней головки рельса, поэтому одна из платформ "дополнена" деревянными досками до нормы в целях безопасности посадки / высадки пассажиров. Установлен всего один пассажирский павильон без покрытия. На противоположной платформе павильон находится в разобранном состоянии. Отсутствуют таблички с названием остановочного пункта. Билетные кассы отсутствуют. Билеты приобретаются у кондуктора.

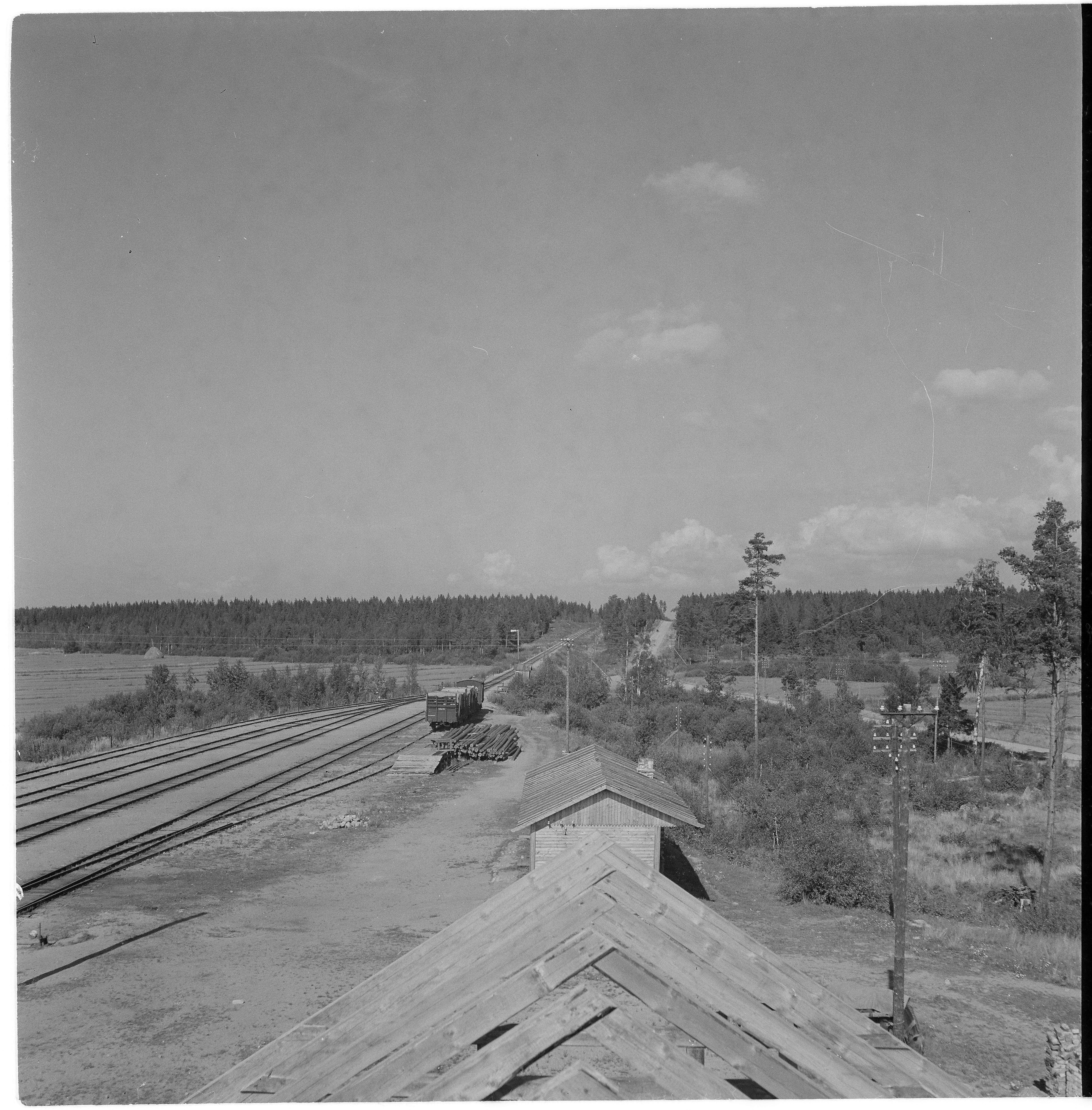
Станция Kaislahti, август 1941 год.

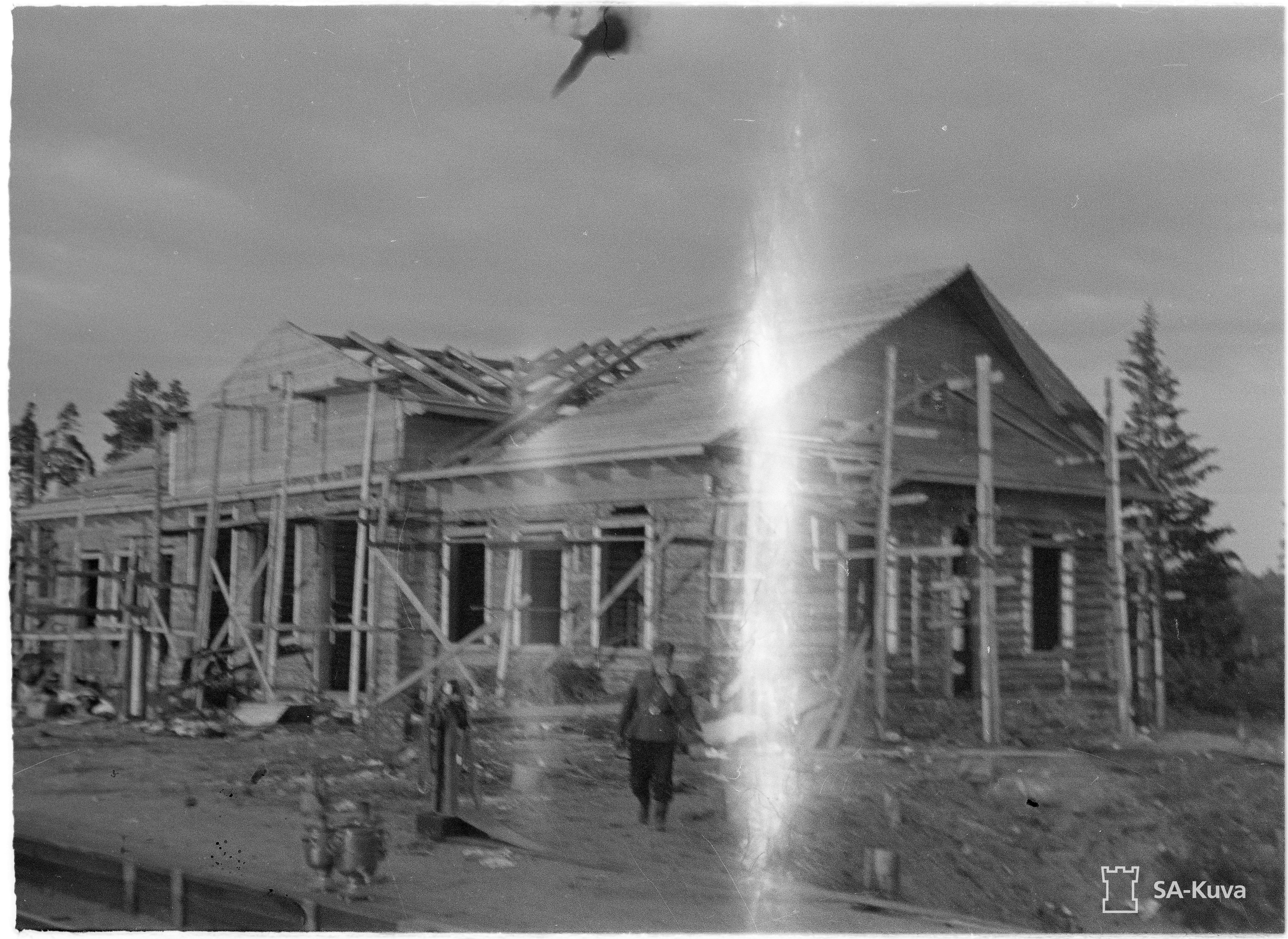
Недостроенный вокзал. 9 сентября 1941 год.

## Пассажирское движение
На станции останавливаются все пригородные поезда сообщением Зеленогорск — Приморск — Выборг. До 2004 года был в ходу ещё и поезд Выборг — Высоцк.

## История
Станция Kaislahti была открыта 05 июня 1925 года в составе второй очереди линии Зеленогорск — Приморск — Выборг. Грузовой двор представлял собой четыре станционных пути .  Вокзал станции был построен по проекту финского архитектора Туре Адольфа Хеллстрёма (фин. Thure Adolf Hellström) в 1924 году и сгорел во время Советско-финляндской войны (1939—1940). Начатое в 1941 году советскими властями строительство нового вокзального здания не было завершено по причине Великой Отечественной войны; судьба недостроенного вокзала в настоящее время неизвестна.

## Галерея

Платформа Попово
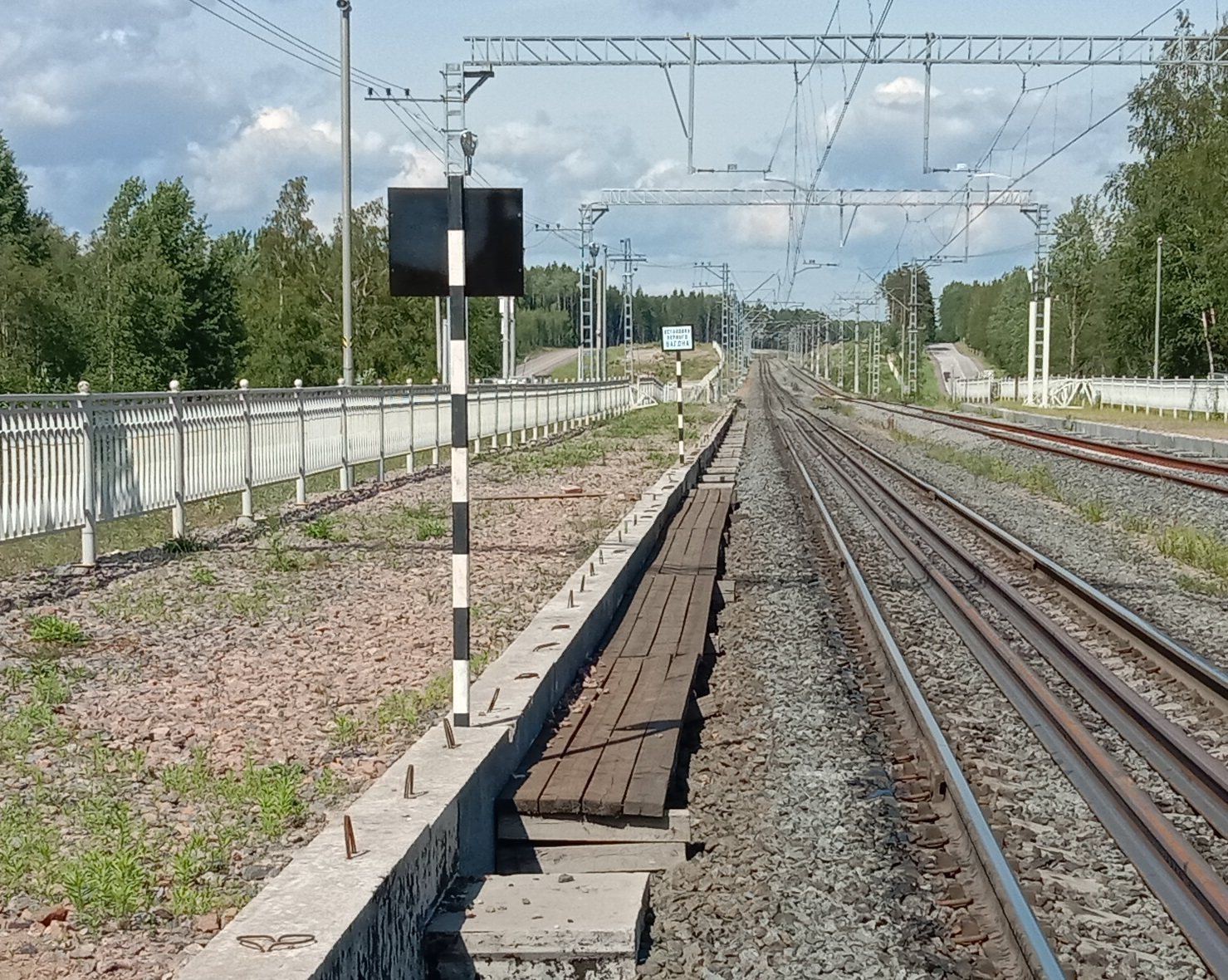
Деревянное "дополнение" к новой платформе.
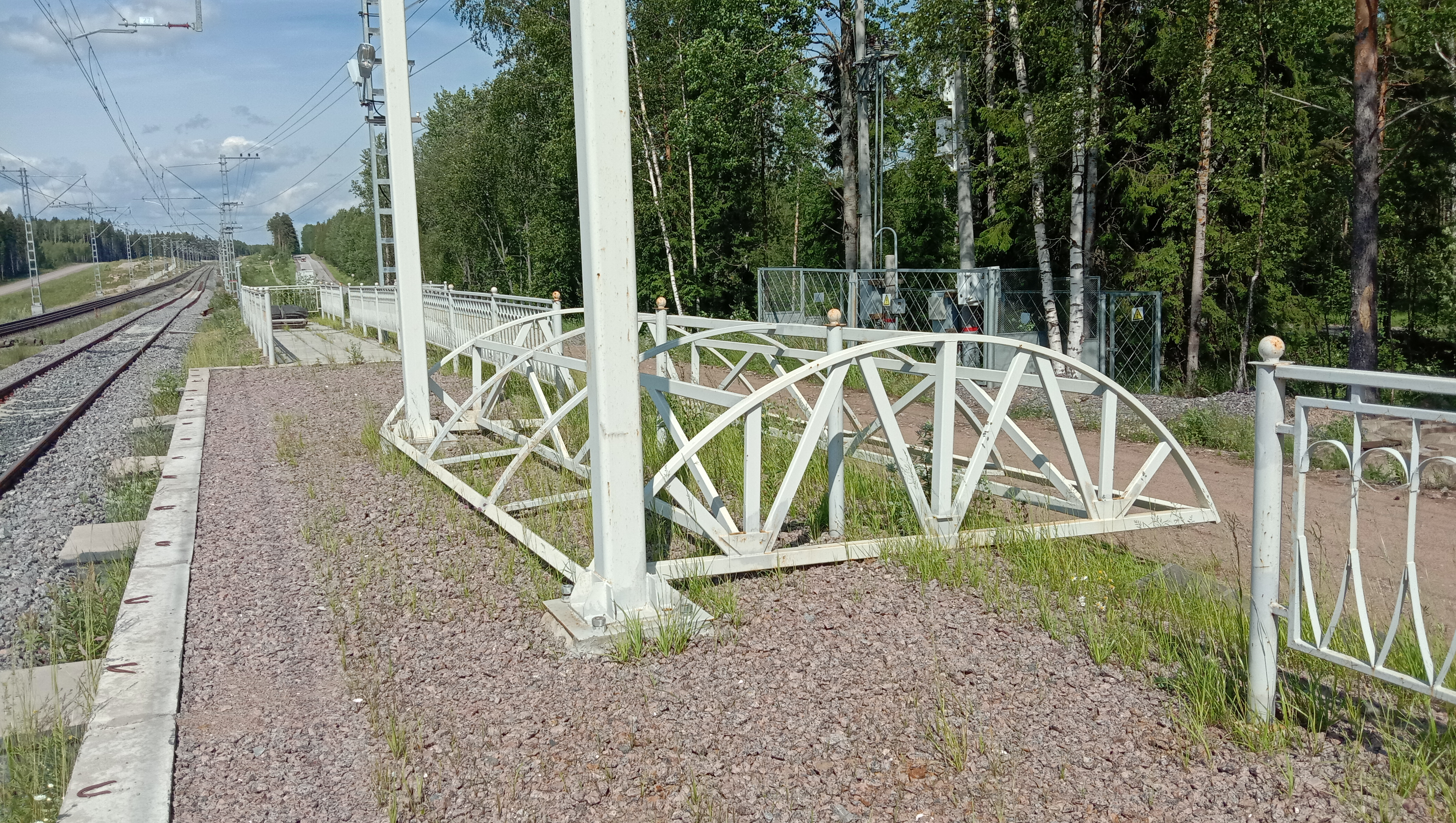
Не установленный пассажирский павильон.
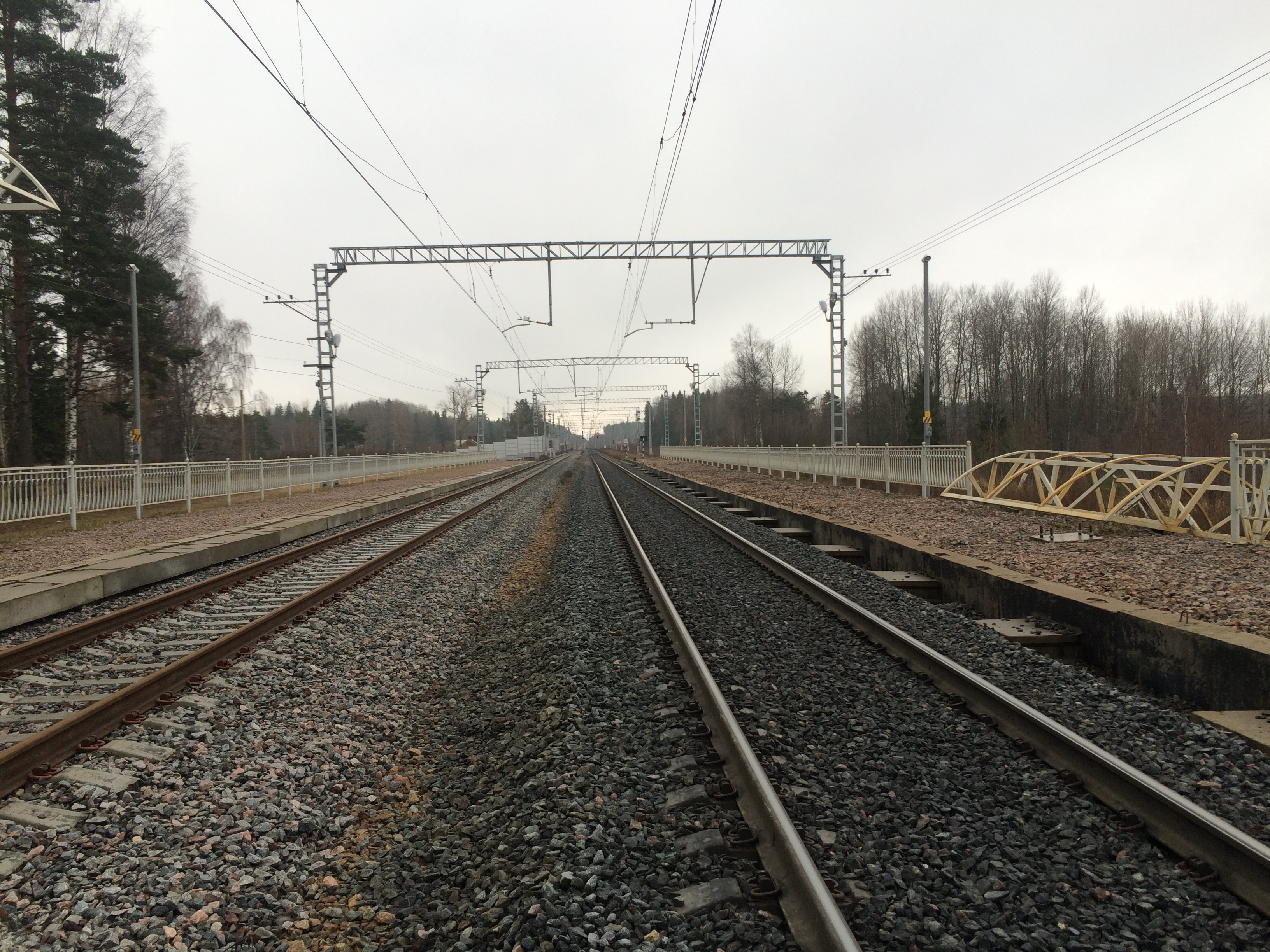
Вид в сторону ст. Советский и ст. Пихтовая.
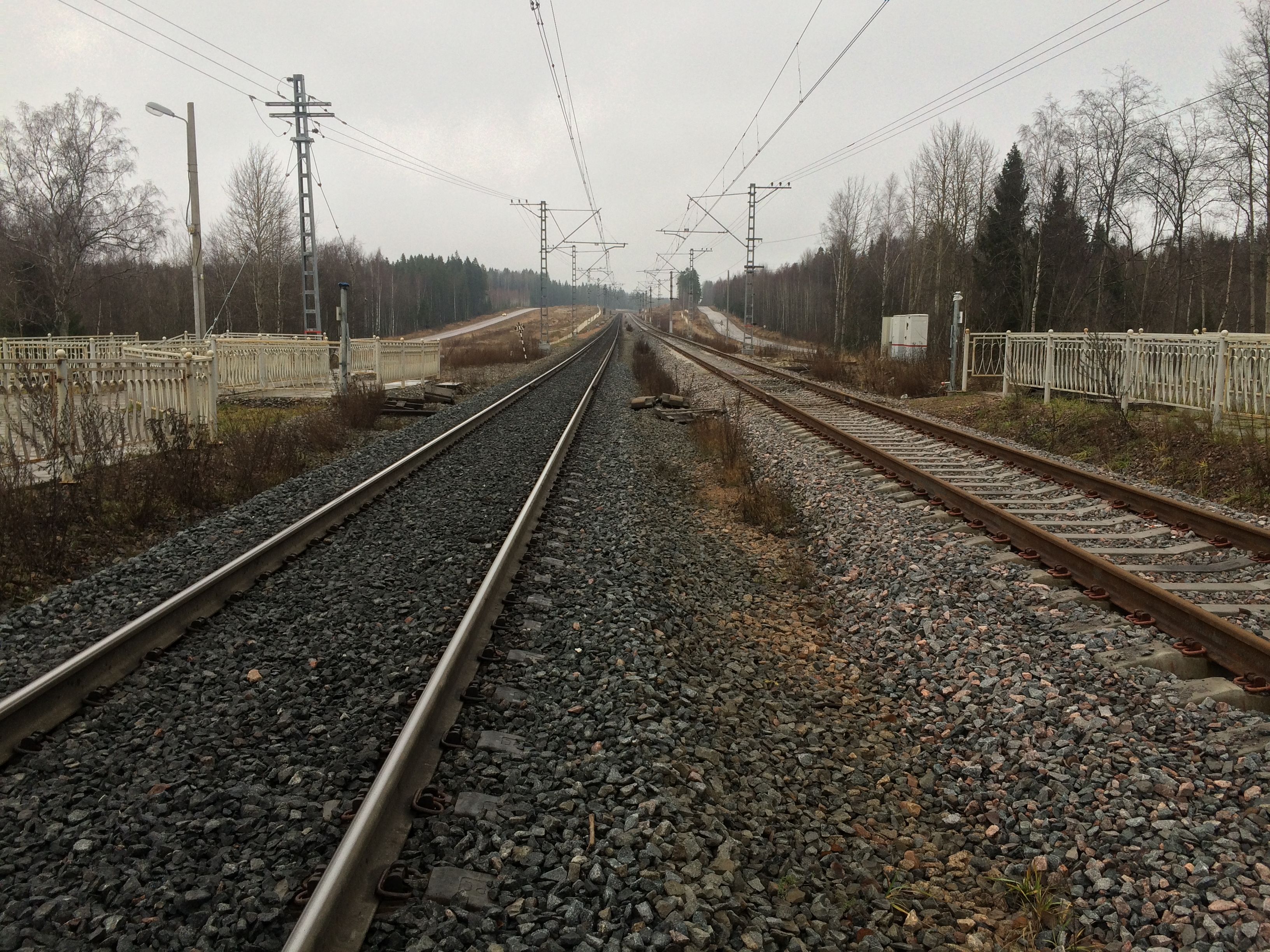
Вид в сторону ст. Матросово.
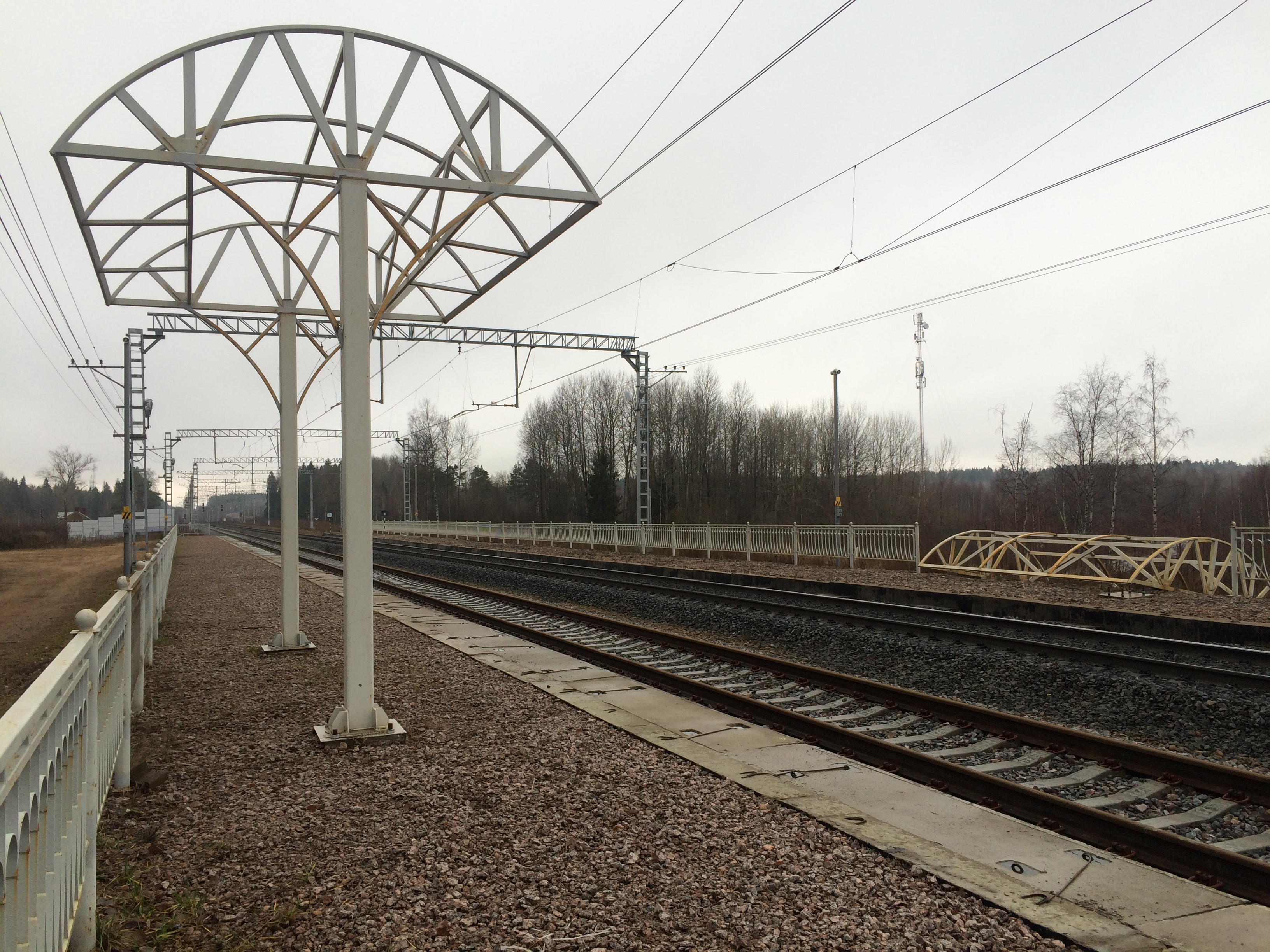
Вид в сторону ст. Советский и ст. Пихтовая.
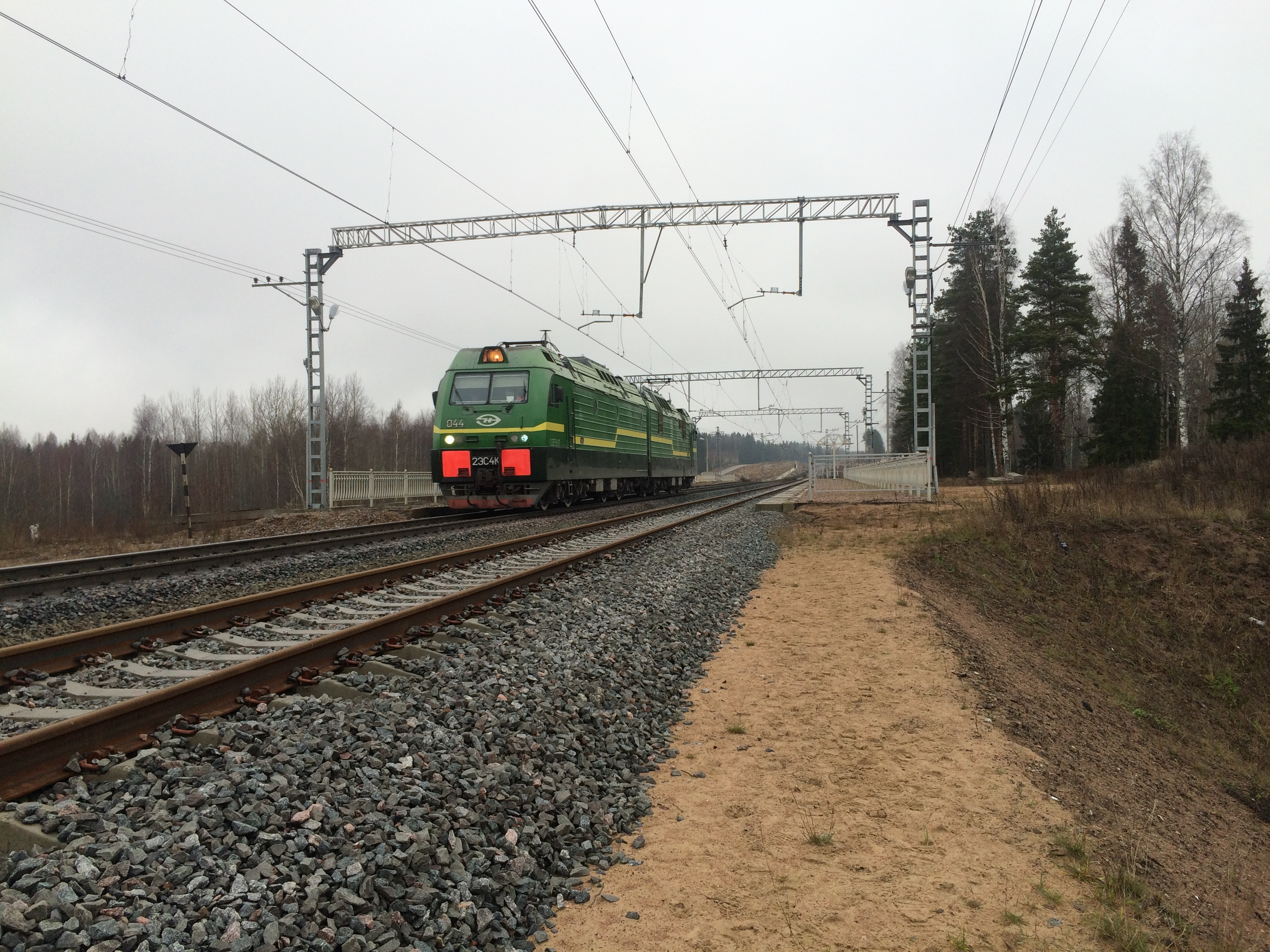
Вид в сторону ст. Матросово.
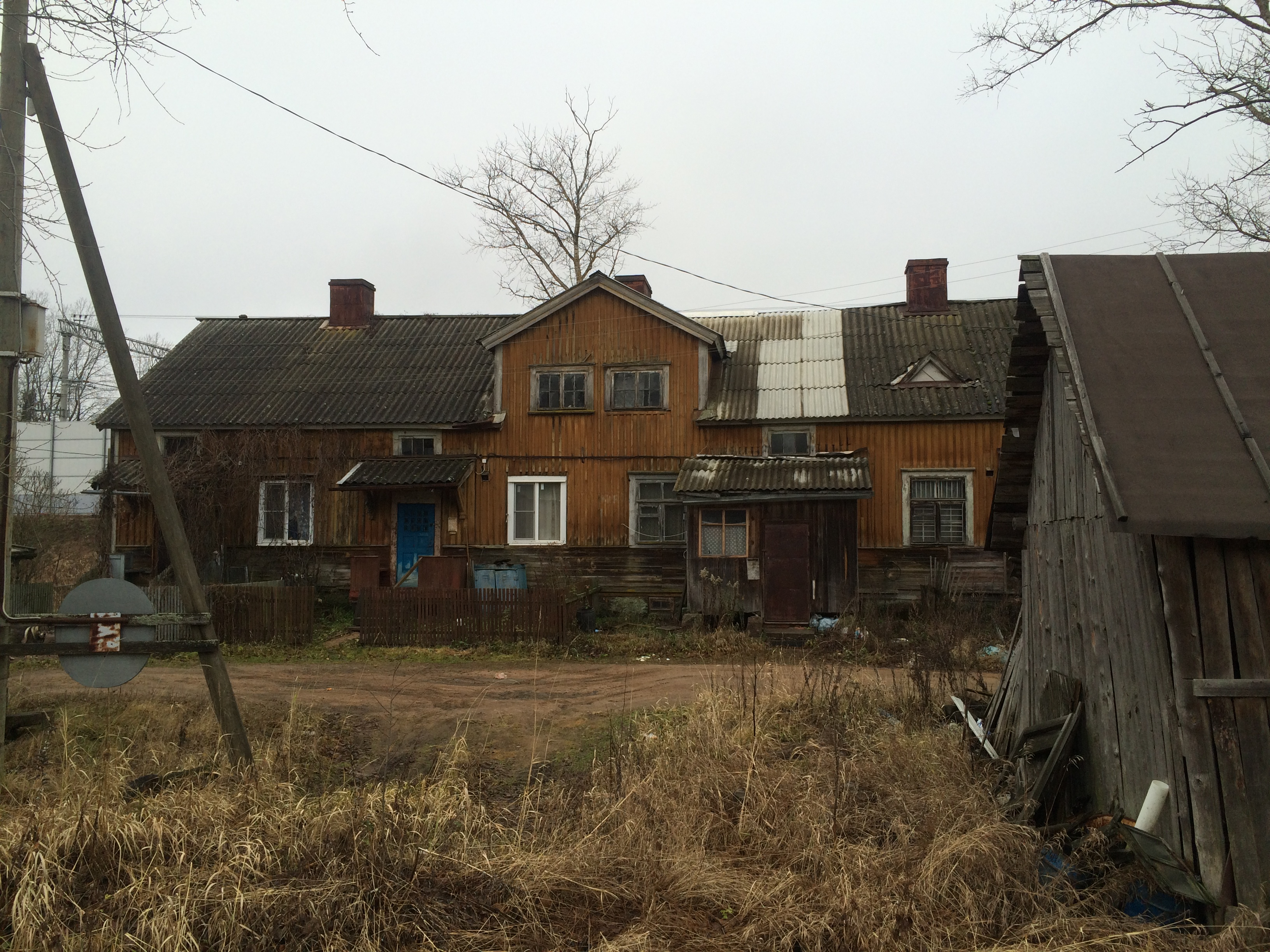
Жилой дом возле остановочного пункта.